# Nova Roma
Nova Roma é um município brasileiro do estado de Goiás. Sua população no censo de 2010 era de 3471 habitantes. A estimativa populacional para 2018 era de 3293 habitantes.

## Depósitos de Terras Raras
Foi descoberto em Nova Roma, depósitos de Terras Raras abrangendo cerca de 1.400 hectares de área mineralizada. O anuncio foi feito pela empresa chilena que ira explorar a mina, a Aclara Resources, pertencente ao grupo Hochschild. A Aclara anunciou também investimentos de cerca de R$ 2.5 Bi no projeto, intitulado Módulo Carina.  A descoberta torna a região referência na mineração de Terras Raras, pois a cerca de 350km, em Minaçu, esta localizada outro deposito de Terras Raras, explorada pela empresa brasileira Serra Verde Mineração, o projeto Pela Ema já esta em operação.